# 1956年メルボルンオリンピックのアメリカ合衆国選手団
1956年メルボルンオリンピックのアメリカ合衆国選手団（1956ねんメルボルンオリンピックのアメリカがっしゅうこくせんしゅだん）は、1956年11月22日から12月8日にかけてオーストラリアのメルボルンで開催された1956年メルボルンオリンピックのアメリカ合衆国選手団、およびその競技結果。

## 概要
今大会は金メダル32個、銀メダル25個、銅メダル17個の合計74個のメダルを獲得した。

## メダル
| メダル | 選手名                                                                                    | 競技 | 種目               |
| ------ | ----------------------------------------------------------------------------------------- | ---- | ------------------ |
| 金     | ボビー・モロー                                                                            | 陸上 | 男子100m           |
| 金     | ボビー・モロー                                                                            | 陸上 | 男子200m           |
| 金     | チャーリー・ジェンキンス                                                                  | 陸上 | 男子400m           |
| 金     | トーマス・コートニー                                                                      | 陸上 | 男子800m           |
| 金     | リー・カルホーン                                                                          | 陸上 | 男子110mハードル   |
| 金     | グレン・デービス                                                                          | 陸上 | 男子400mハードル   |
| 金     | アイラ・マーチソン リーモン・キング セイン・ベーカー ボビー・モロー                       | 陸上 | 男子4×100mリレー   |
| 金     | チャーリー・ジェンキンス ルイス・ジョーンズ ジェシー・マッシュバーン トーマス・コートニー | 陸上 | 男子4×400mリレー   |
| 金     | グレッグ・ベル                                                                            | 陸上 | 男子走幅跳         |
| 金     | チャールズ・ダマス                                                                        | 陸上 | 男子走高跳         |
| 金     | ボブ・リチャーズ                                                                          | 陸上 | 男子棒高跳         |
| 金     | パリー・オブライエン                                                                      | 陸上 | 男子砲丸投         |
| 金     | アル・オーター                                                                            | 陸上 | 男子円盤投         |
| 金     | ハロルド・コノリー                                                                        | 陸上 | 男子ハンマー投     |
| 金     | ミルトン・キャンベル                                                                      | 陸上 | 男子十種競技       |
| 金     | ミルドレッド・マクダニエル                                                                | 陸上 | 女子走高跳         |
| 金     | シェリー・マン                                                                            | 競泳 | 女子100mバタフライ |
| 銀     | セイン・ベーカー                                                                          | 陸上 | 男子100m           |
| 銀     | アンディ・スタンフィールド                                                                | 陸上 | 男子200m           |
| 銀     | ジャック・デービス                                                                        | 陸上 | 男子110mハードル   |
| 銀     | エディー・サザーン                                                                        | 陸上 | 男子400mハードル   |
| 銀     | ジョン・ベネット                                                                          | 陸上 | 男子走幅跳         |
| 銀     | ボブ・グトフスキー                                                                        | 陸上 | 男子棒高跳         |
| 銀     | ビル・ニーダー                                                                            | 陸上 | 男子砲丸投         |
| 銀     | フォーチュン・ゴーディエン                                                                | 陸上 | 男子円盤投         |
| 銀     | レイファー・ジョンソン                                                                    | 陸上 | 男子十種競技       |
| 銀     | ウィリー・ホワイト                                                                        | 陸上 | 女子走幅跳         |
| 銀     | ナンシー・ラメイ                                                                          | 競泳 | 女子100mバタフライ |
| 銅     | セイン・ベーカー                                                                          | 陸上 | 男子200m           |
| 銅     | ジョエル・シャンクル                                                                      | 陸上 | 男子110mハードル   |
| 銅     | ジョシュ・カルブレス                                                                      | 陸上 | 男子400mハードル   |
| 銅     | デズ・コック                                                                              | 陸上 | 男子円盤投         |
| 銅     | メイ・ファッグス マーガレット・マシューズ ウィルマ・ルドルフ イザベル・ダニエルズ         | 陸上 | 女子4×100mリレー   |
| 銅     | メリー・ジェーン・シアーズ                                                                | 競泳 | 女子100mバタフライ |
| 銅     | シルビア・ルースカ                                                                        | 競泳 | 女子400m自由形     |